# Metromuster
Metromuster fou una productora de cinema independent de Barcelona fundada per Xavier Artigas i Xapo Ortega l'any 2010, tot i que ja portaven des de 2003 experimentant amb projectes artístics, sociològics i polítics. La productora se centrà en l'elaboració de documentals polítics, per “contribuir al canvi social”. Guanyaren diversos premis a festivals reconeguts, entre els quals destacà el premi al millor documental del Festival de Màlaga de Cinema i la projecció a la secció Made In Spain al Festival Internacional de Cinema de Sant Sebastià, en tots dos casos per Ciutat Morta, i el premi al millor llargmetratge documental a Documenta Madrid per [No-res], vida i mort d'un espai en tres actes.

## Filmografia
- Tarajal: Desmuntant la impunitat a la frontera sud (2016)[7]
- Ciutat Morta (2014)
- Termitas, el observatorio DESC y el litigio estratégico del caso Bárcenas (2014)
- [No-res], vida i mort d'un espai en tres actes (2013)